# Xitaiping Shan
Xitaiping Shan (chinesisch 戲臺坪山) ist ein Hügel mit mehreren Gipfeln auf McLeod Island vor der Ingrid-Christensen-Küste des ostantarktischen Prinzessin-Elisabeth-Lands. Er ragt im Südwesten der Insel in den Larsemann Hills auf.
Chinesische Wissenschaftler benannten ihn 1992 im Zuge von Vermessungs- und Kartierungsarbeiten.